# بوبيركا
بلدية بوبيركا (بالإسبانية: Bubierca) هي بلدية تقع في مقاطعة سرقسطة التابعة لمنطقة أراغون شمال شرق إسبانيا.

## الديموغرافيا
بلغ عدد سكان بلدية بوبيركا 82 نسمة عام 2011 (وفقاً للمعهد الوطني الإسباني للإحصاء).
| 112 | 108 | 96 | 89 | 90 | 89 | 82 |